# Morin Mathias
Morin Mathias (* um 1950, verheiratete Morin D’Souza) ist eine indische Badmintonspielerin.

## Karriere
Morin Mathias war eine der bedeutendsten Badmintonspielerinnen in den 1970er Jahren in Indien. Neben drei Juniorentiteln gewann sie in ihrer Heimat neun Meisterschaften im Damendoppel und fünf im Mixed.

## Sportliche Erfolge
| Saison | Veranstaltung                              | Disziplin   | Platz | Name                                |
| ------ | ------------------------------------------ | ----------- | ----- | ----------------------------------- |
| 1968   | Indien: Einzelmeisterschaften der Junioren | Dameneinzel | 1     | Morin Mathias                       |
| 1968   | Indien: Einzelmeisterschaften der Junioren | Damendoppel | 1     | Morin Mathias / Pratibha            |
| 1969   | Indien: Einzelmeisterschaften der Junioren | Dameneinzel | 1     | Morin Mathias                       |
| 1969   | Indien: Einzelmeisterschaften              | Damendoppel | 1     | Shobha Moorthy / Morin Mathias      |
| 1970   | Indien: Einzelmeisterschaften              | Damendoppel | 1     | Shobha Moorthy / Morin Mathias      |
| 1971   | Indien: Einzelmeisterschaften              | Damendoppel | 1     | Shobha Moorthy / Morin Mathias      |
| 1971   | Indien: Einzelmeisterschaften              | Mixed       | 1     | Asif Parpia / Morin Mathias         |
| 1972   | Indien: Einzelmeisterschaften              | Damendoppel | 1     | Shobha Moorthy / Morin Mathias      |
| 1973   | Indien: Einzelmeisterschaften              | Damendoppel | 1     | Morin Mathias / Vatsala Ramamoorthy |
| 1973   | Indien: Einzelmeisterschaften              | Mixed       | 1     | Asif Parpia / Morin Mathias         |
| 1974   | Indien: Einzelmeisterschaften              | Mixed       | 1     | Suresh Goel / Morin Mathias         |
| 1974   | Indien: Einzelmeisterschaften              | Damendoppel | 1     | Ami M. Ghia / Morin Mathias         |
| 1975   | Indien: Einzelmeisterschaften              | Mixed       | 1     | Suresh Goel / Morin Mathias         |
| 1975   | Indien: Einzelmeisterschaften              | Damendoppel | 1     | Ami M. Ghia / Morin Mathias         |
| 1976   | Indien: Einzelmeisterschaften              | Damendoppel | 1     | Ami M. Ghia / Morin D’Souza         |
| 1976   | Indien: Einzelmeisterschaften              | Mixed       | 1     | Suresh Goel / Morin D’Souza         |
| 1979   | Indien: Einzelmeisterschaften              | Damendoppel | 1     | Ami M. Ghia / Morin D’Souza         |